# Juris Hartmanis
Juris Hartmanis (ur. 5 maja 1928 w Rydze, zm. 29 lipca 2022) – amerykański informatyk teoretyk pochodzenia łotewskiego, uważany za współtwórcę (wraz z Richardem E. Stearnsem) teorii złożoności obliczeniowej, za co obaj otrzymali Nagrodę Turinga w 1993.

## Dzieciństwo, młodość i edukacja
Juris Hartmanis urodził się jako syn wysokiego oficera armii łotewskiej. Po zajęciu kraju przez Związek Radziecki jego ojciec został aresztowany i zmarł w więzieniu. Po drugiej wojnie światowej reszta rodziny wyemigrowała do Niemiec, gdzie Juris ukończył w 1949 studia z fizyki na Uniwersytecie w Marburgu. Wyjechał potem do Stanów Zjednoczonych, gdzie studiował matematykę i uzyskał magisterium w 1951. Doktorat uzyskał w 1955 roku w California Institute of Technology na podstawie rozprawy „Some Embedding Theorems for Lattices”, napisanej pod kierunkiem Roberta Palmera Dilwortha.

## Kariera naukowa
Po obronie doktoratu Hartmanis podjął pracę nauczyciela akademickiego kolejno na Uniwersytecie Cornella (1955–1957) i na Uniwersytecie Stanu Ohio (1957–1958).
Następnie przeniósł się do branży przemysłowej i przez kolejne lata pracował w Research Laboratory koncernu General Electric. To tam wspólnie z Richardem Stearnsem zajęli się badaniami, jak wiele czasu i pamięci jest niezbędne do rozwiązywania różnych problemów obliczeniowych. Zaowocowały one ich wspólnymi pracami, które uważa się za początek teorii złożoności, i które miały im obu przynieść Nagrodę Turinga. Hartmanis kontynuował później tę tematykę badań.
W 1965 został profesorem na Uniwersytecie Cornella, gdzie tworzył jeden z pierwszych na świecie wydziałów informatyki ((ang.) Department od Computer Science) i został jego pierwszym dziekanem. Funkcję tę sprawował trzykrotnie, w latach 1965–1971, 1977–1982 i 1992–1993. Od 1980 jego katedra nosi nazwę Walter R. Read Professor of Engineering.
Juris Hartmanis napisał ponad 140 prac naukowych i opublikował 4 książki.

## Nagrody i wyróżnienia naukowe
W 1993 Juris Hartmanis i Richard E. Stearns otrzymali Nagrodę Turinga, przyznaną przez Association for Computing Machinery w uznaniu ich nowatorskiej pracy, która położyła podwaliny pod dziedzinę teorii złożoności obliczeniowej ((ang.) in recognition of their seminal paper which established the foundations for the field of computational complexity theory). Mowa tu o artykule 
J. Hartmanis, R. E. Stearns, „On the Computational Complexity of Algorithms” Transactions of the American Mathematical Society, tom 117, numer 5 z maja 1965, str. 285-306
w którym między innymi zdefiniowali fundamentalne pojęcie klasy złożoności.
Ponadto Juris Hartmanis został wybrany członkiem:
- amerykańskiej National Academy of Engineering, 1989
- Łotewskiej Akademii Nauk, 1990 (jako członek zagraniczny)
- New York State Academy of Sciences, 1982
- Association for Computing Machinery, 1994
- American Academy of Arts and Sciences, 1992
- American Association for the Advancement of Science, 1981

Otrzymał także złoty medal imienia Bernarda Bolzana Akademii Nauk Republiki Czeskiej (1995) i wielki medal Łotewskiej Akademii Nauk (2001).
Juris Hartmanis jest doktorem honoris causa Uniwersytetu w Dortmundzie (1995) i Uniwersytetu Missouri w Kansas City (1999).